# Centrale solaire d'Ivanpah
Ivanpah Solar Electric Generating System est un ensemble de trois centrales solaires thermodynamiques à tour dans le désert de Mojave en Californie, à 64 km au sud-ouest de Las Vegas, dont la puissance installée totale atteint 386 MW (377 MW nets) ; sa production annuelle couvre la consommation de 140 000 foyers. 173 500 miroirs héliostats sont installés, focalisant l'énergie solaire sur des générateurs de vapeur, situés sur trois tours solaires centrales.
La centrale est officiellement en fonctionnement depuis le 30 décembre 2013.
En janvier 2025, PG&E a annoncé la fermeture de l'usine prévue pour débuter en 2026.

## Présentation
Le complexe solaire d'Ivanpah (ISEGS) se compose de trois centrales solaires thermodynamiques implantées par BrightSource Energy dans le désert de Mojave, au pied du mont Clark dans le comté de San Bernardino, sur la frontière avec le Nevada. La puissance installée de l'ensemble est de 386 MW. La centrale ISEGS 1 a une puissance nominale de 120 MW et comprend 53 500 héliostats sur 914 acres. ISEGS 2 (133 MW) comprend 60 000 héliostats sur 1 097 acres et ISEGS 3 (133 MW) comprend 60 000 héliostats sur 1 227 acres. Le complexe a commencé son fonctionnement commercial le 30 décembre 2013.
Le projet occupe 3 500 acres (14 km2) de désert ; la construction a commencé en octobre 2010 ; l'orientation des 173 500 miroirs est contrôlée en trois dimensions par ordinateur ; les tours ont une hauteur de 459 pieds (140 mètres). Grâce à ses tours plus hautes et à la conception optimisée de ses champs de miroirs, la technologie d'Ivanpah utilise moins de surface que les autres technologies solaires photovoltaïques ou thermiques ; grâce à son système de refroidissement par air, elle consomme 95 % d'eau en moins que les technologies à refroidissement par eau (centrales thermiques classiques et nucléaires, centrales solaires thermiques classiques) ; l'eau utilisée dans le cycle thermodynamique est en circuit fermé, la seule consommation d'eau est celle nécessaire pour le nettoyage des miroirs.
Une montée en température est réalisée chaque matin par des brûleurs au gaz, qui sont aussi utilisés pour maintenir la production pendant les passages de nuages. En 2014, la centrale a consommé 254 GWh de gaz naturel, émettant 46 084 tonnes de CO2.
Le 24 septembre 2013, l'unité 1 de la centrale a produit ses premiers kWh lors d'un test de synchronisation au réseau.

## Aspects économiques
Le projet est développé par BrightSource Energy et Bechtel, et a un coût estimé de 2,2 milliards de dollars avec pour investisseur principal NRG Energy. Le projet a reçu une garantie de prêt de 1,375 milliard USD du département de l'Énergie des États-Unis.
L'électricité produite par les unités 1 et 3 sera achetée par la Pacific Gas and Electric Company (PG&E) en vertu d'un contrat d'achat d'électricité (Power Purchase Agreement, PPA), et celle de l'unité 2 par Southern California Edison.

Centrale Ivanpah vue sous différents angles
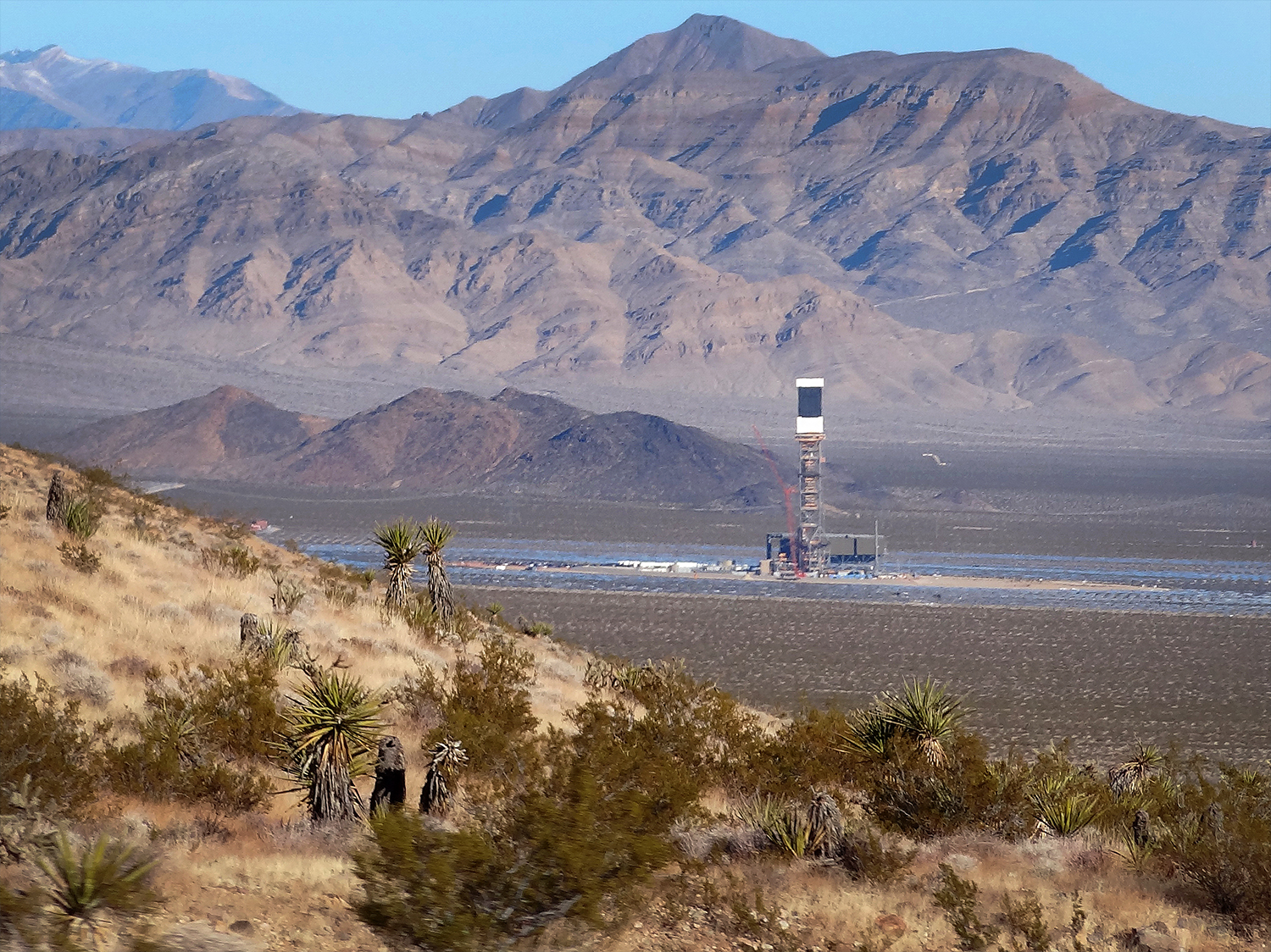
Vue en direction nord vers la chaudière sur tour est (décembre 2012).
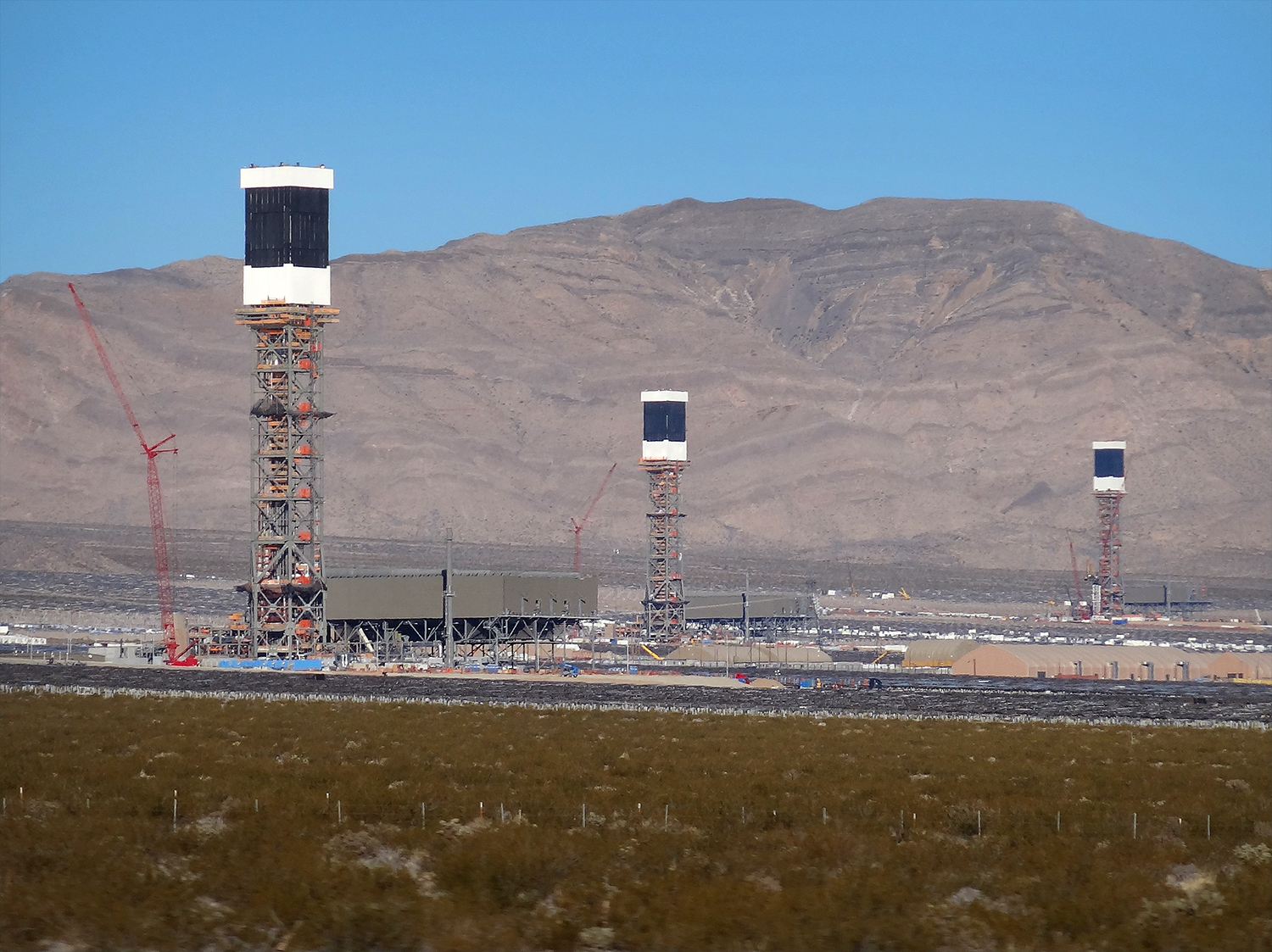
La centrale en construction : vue vers l'ouest sur les trois tours (décembre 2012).
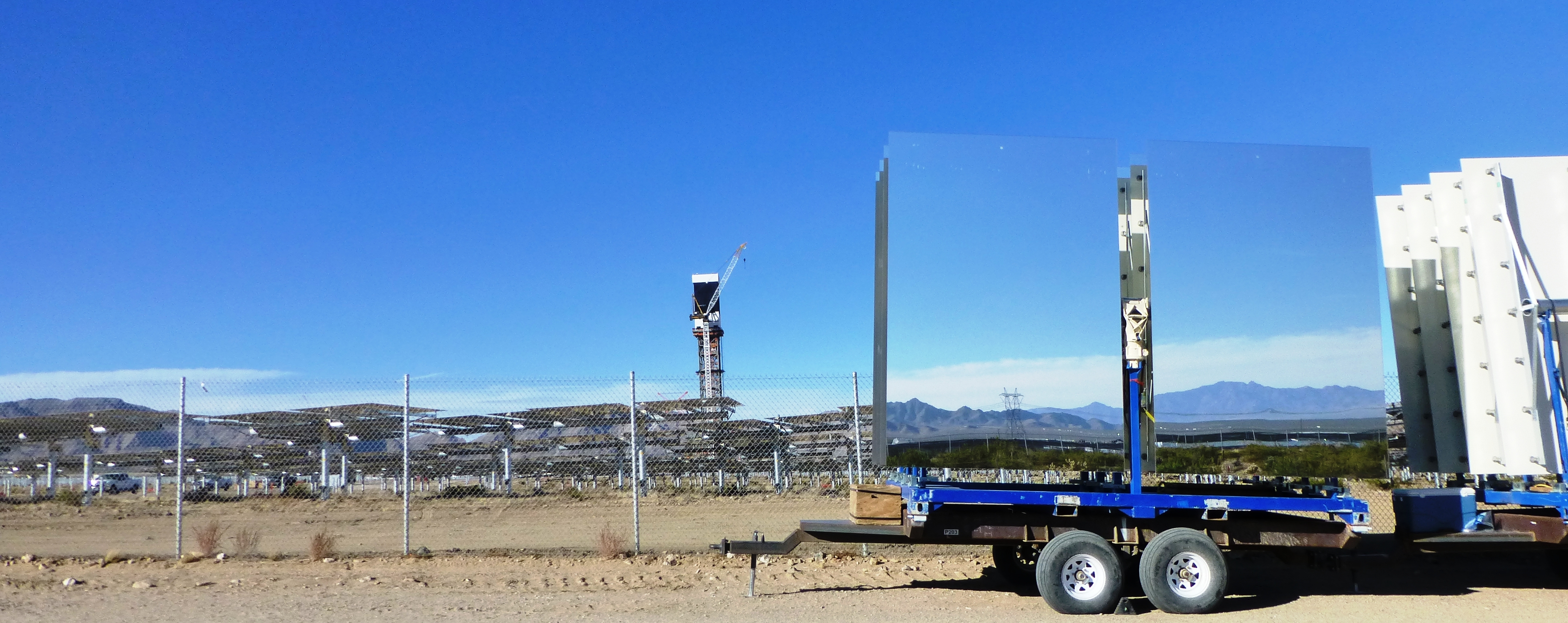
La tour no 2 en construction (octobre 2012).
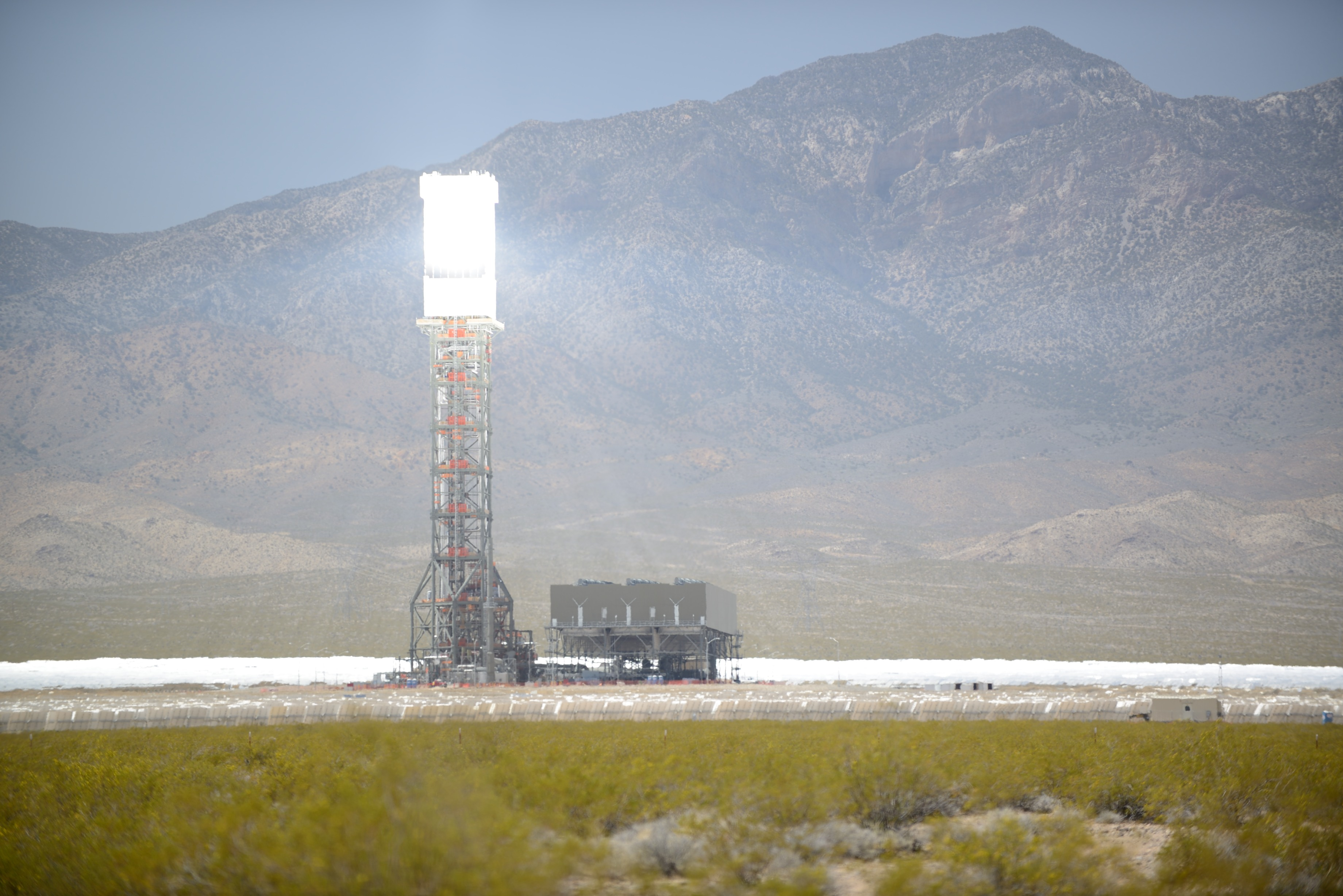
Une des trois tours en fonctionnement (avril 2013).
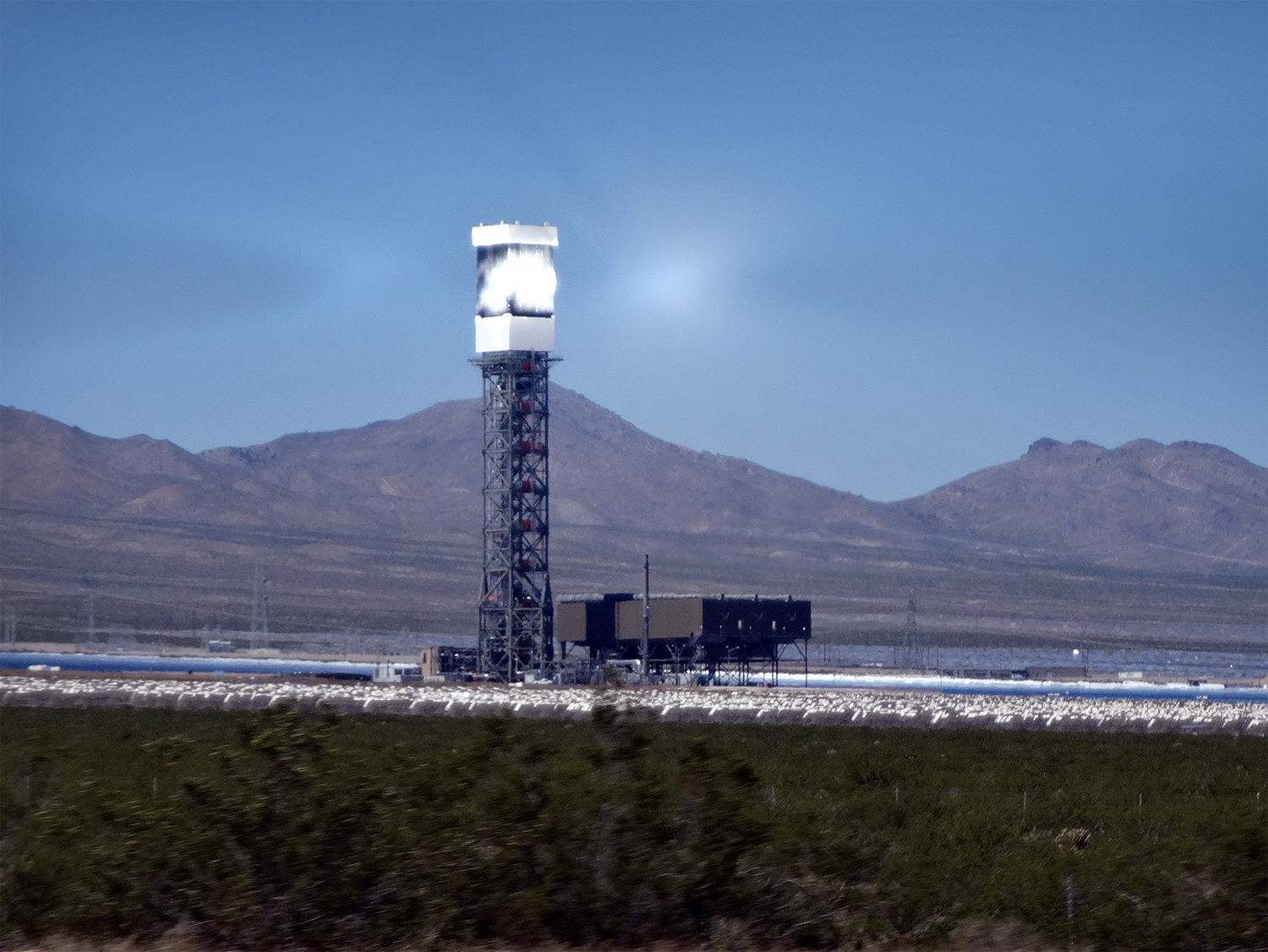
La tour est en fonctionnement (septembre 2013).
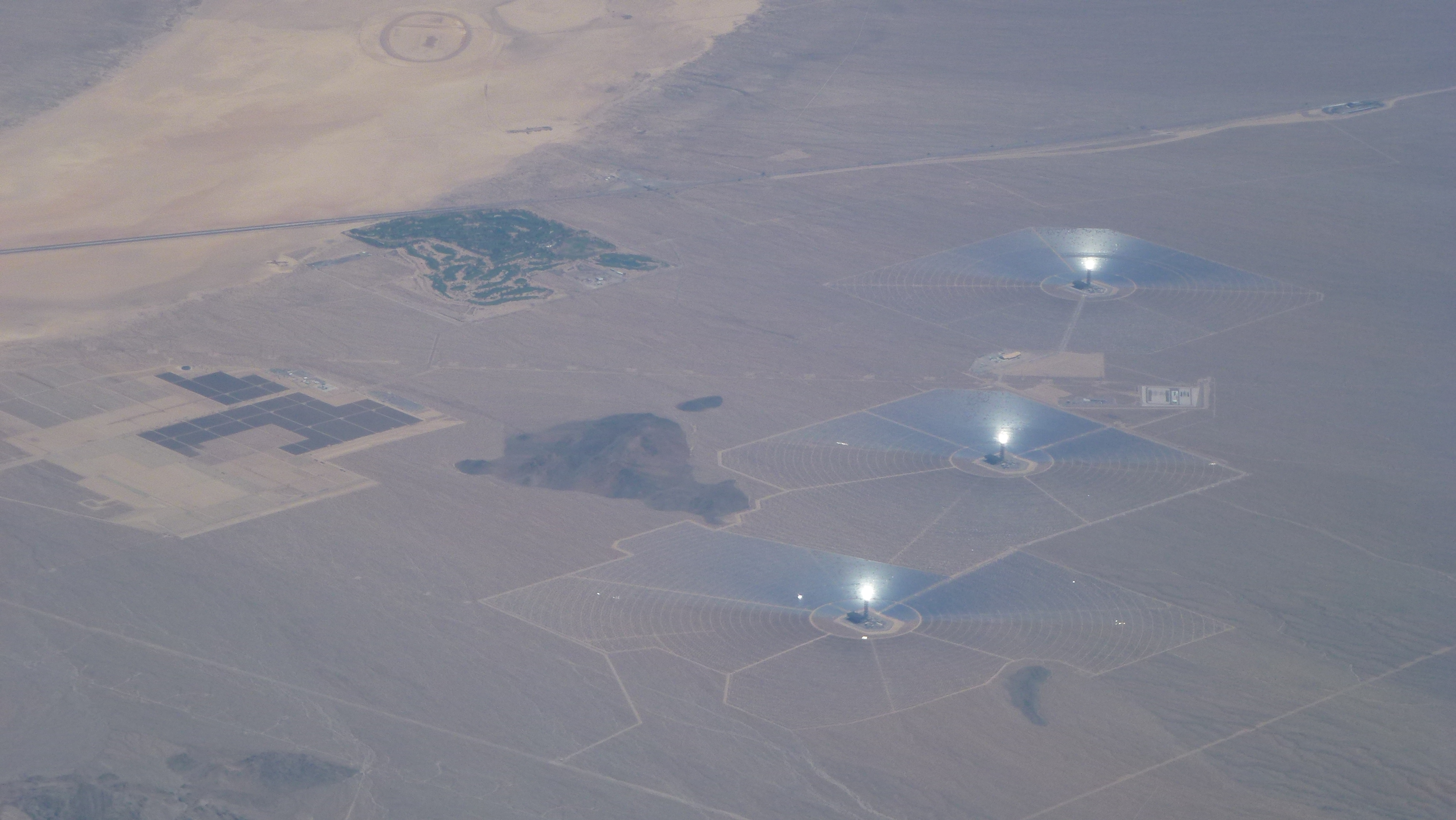
Vue aérienne (3 août 2015).
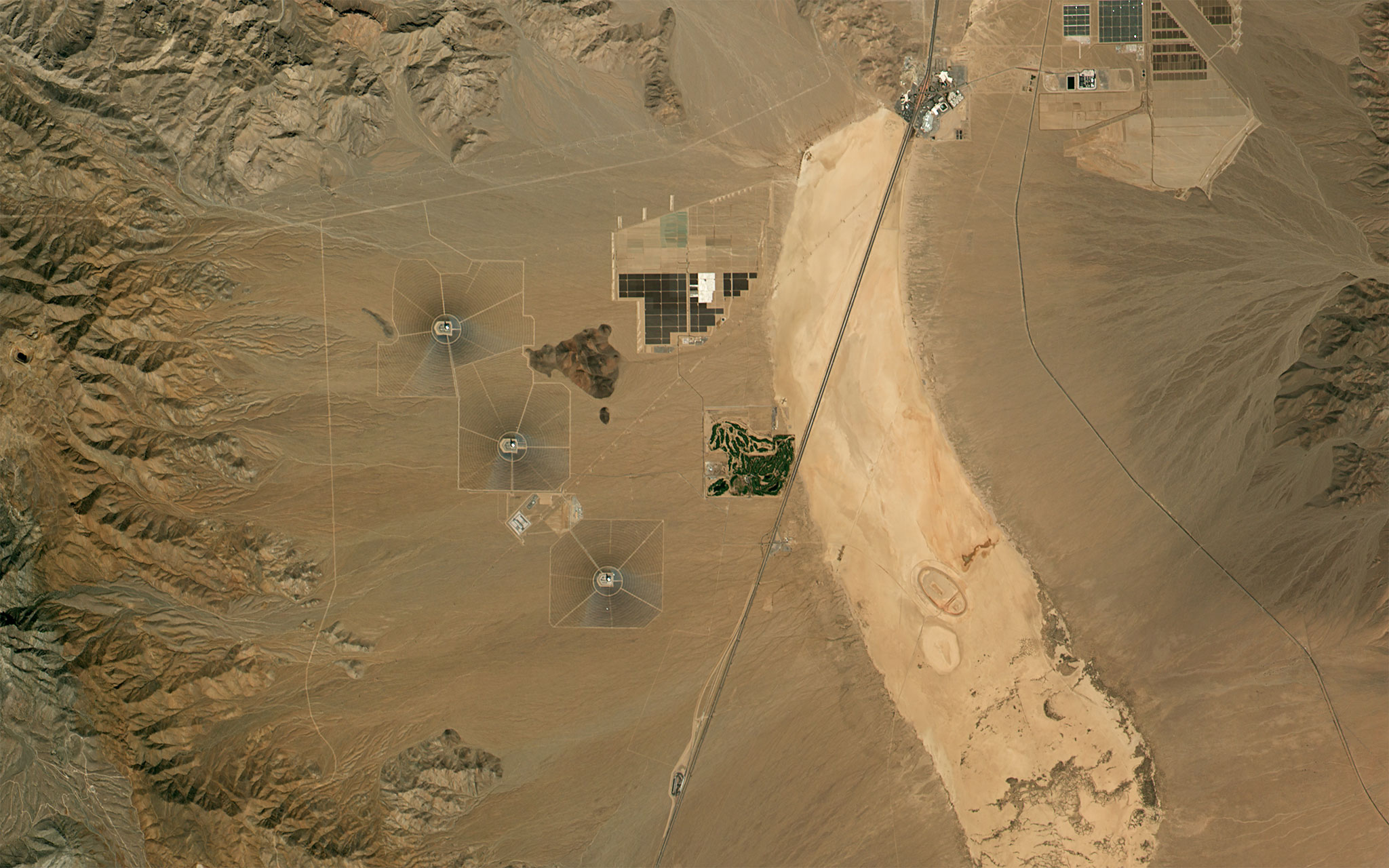
Photo satellite du site (9 octobre 2015).

## Production
| Année | Jan    | Fév    | Mar    | Avr    | Mai    | Jui    | Jui    | Aoû    | Sep    | Oct    | Nov    | Déc    | Total     |
| ----- | ------ | ------ | ------ | ------ | ------ | ------ | ------ | ------ | ------ | ------ | ------ | ------ | --------- |
| 2014  | 10 485 | 9 630  | 19 959 | 24 833 | 44 784 | 64 275 | 35 967 | 44 070 | 43 751 | 56 013 | 47 177 | 18 141 | 419 085   |
| 2015  | 21 888 | 30 273 | 56 343 | 75 304 | 47 956 | 77 534 | 61 681 | 72 806 | 66 147 | 36 971 | 60 474 | 44 998 | 652 375   |
| 2016  | 25 439 | 67 254 | 58 409 | 38 449 | 43 436 | 65 721 |        |        |        |        |        |        | 703 039   |
| 2017  |        |        |        |        |        |        |        |        |        |        |        |        | 719 398   |
| 2018  |        |        |        |        |        |        |        |        |        |        |        |        | 796 036   |
| 2019  |        |        |        |        |        |        |        |        |        |        |        |        | 772 214   |
| 2020  |        |        |        |        |        |        |        |        |        |        |        |        | 856 301   |
| 2021  |        |        |        |        |        |        |        |        |        |        |        |        |           |
| Total | Total  | Total  | Total  | Total  | Total  | Total  | Total  | Total  | Total  | Total  | Total  | Total  | 4 918 448 |

Ivanpah a été conçue pour produire 940 GWh d'électricité par an. La production a augmenté la deuxième année pour atteindre 69.4 % de cette valeur en 2015 et 91 % en 2020.

## Problème écologique
Des biologistes ont estimé en 2016 qu'environ 6 000 oiseaux par an sont incinérés par la centrale. Les oiseaux, attirés par les insectes eux-mêmes attirés par la lumière concentrée par les miroirs, continuent de voler dans les rayons de soleil concentrés et s'enflamment spontanément. La centrale se trouve sur le tracé du  « Pacific Flyway (en) », un couloir migratoire très fréquenté par nombre d'espèces de volatiles. Les exploitants de la centrale n'ont trouvé aucun remède.

## Fermeture de l'usine
En janvier 2025, PG&E a annoncé la fermeture de l'usine prévue pour débuter en 2026,,.